# Kustár Zoltán
Kustár Zoltán (Debrecen, 1968. december 25. –) magyar teológus, tanszékvezető egyetemi tanár, rektor.

## Életpályája
Szülei: Kustár Péter (1938–1987) teológus és Bart(h)a Zsuzsanna Mária voltak. 1988–1993 között a Debreceni Református Teológiai Akadémia hallgatójaként teológiát tanult. 1991–1992 között a Bázeli Egyetem teológiai fakultásán teológiai tanulmányokat folytatott. 1993–1996 között Németországban a Martin-Luther-Universität Halle–Wittenberg teológiai fakultásán teológiai tanulmányokat végzett. 1996-ban a Debreceni Református Hittudományi Egyetem Ószövetségi Tanszékének tanársegéde lett. 1997-ben megvédte doktoriját; PhD. fokozatot szerzett. 1999-ben a Debreceni Református Hittudományi Egyetem Ószövetségi Tanszék docense lett. 2000-ben Közel-keleti tanulmányúton tartózkodott Szíriában, Jordániában és Izraelben. 2001-ben a Debreceni Református Hittudományi Egyetem Ószövetségi Tanszékének tanszékvezetője lett. 2003–2005 között a Debreceni Református Hittudományi Egyetem oktatási rektorhelyettese volt. 2003-tól bibliai vallástörténetet oktat a Debreceni Egyetem Zeneművészeti Karán. 2007-ben habilitált az Evangélikus Hittudományi Egyetemen. 2009-ben egyetemi tanár lett. 2009–2014 között az új protestáns bibliafordítás második revíziójában az ószövetségi munkacsoport vezetője volt. 2011–2017 között a Debreceni Református Hittudományi Egyetem általános rektorhelyettese volt. 2017–2020 között a Debreceni Református Hittudományi Egyetem rektora volt. 2020–2021 között a hitéleti szakos hallgatók évfolyamfelelőse.
Kutatási területe a bibliai héber nyelv és irodalom, a bibliafordítás és a héber nyelvű Ószövetség (Biblia Hebraica) szöveghagyományozása.

## Művei
- Durch seine Wunden sind wir geheilt (2002)
- Hibátlan-e a Biblia szövege? Adalékok a héber nyelvű Ószövetség hagyományozásának történetéhez (Debreceni Szemle 16 (2008/3))[4]
- A zarándokünnepek reformja Jósiás korában. A Deut 16,1–17 magyarázata, Studia Biblica Athanasiana 10 (2008)
- A héber Ószövetség szövege (2010)
- Az új protestáns bibliafordítás (1975) folyamatban lévő revíziója és annak ószövetségi vonatkozásai (2011)
- A protestáns Revideált Újfordítású Biblia (RÚF 2014) ószövetségi részében végzett módosítások (2017)
- Néhány adalék Méliusz Juhász Péter héber nyelvi ismereteinek kérdéséhez (2017)
- "Ha elenyészik is testem és szívem..." (2020)
- „Indulj el, Uram, nyugalmad helyére!” (2021)
- Deutero-Ézsaiás könyve válogatott fejezeteinek magyarázata (2021)

## Díjai
- Bólyai János Kutatói ösztöndíja (2000-2003)